# Клашнице
Клашнице су мјесна заједница у општини Лакташи, Република Српска, БиХ.Ќлашнице у ствари нису ни насеље,већ више неформални назив за раскрсницу путева, тако да Пописом становништва у БиХ 2013.године нису ни евидентирана као насељено мјесто, већ као дио насељеног мјеста Јакуповци,што је и стварно стање.Формално су сједиште МЗ Клашнице, у чији састав улазе Јакуповци и Велико Блашко.

## Географија
Клашнице се налазе три километра јужно од Лакташа.

## Култура

### Парохија
Клашнице су сједиште истоимене парохије Српске православне цркве. Парохија Клашнице припада Архијерејском намјесништву лакташком у саставу Епархије бањалучке.

## Образовање
У насељу се налази подручна школа Oсновне школе „Младен Стојановић“ из Лакташа.

## Знамените личности
- Агнија Марић, српска игуманија

## Саобраћај
Налазе се на ауто-путу Бања Лука — Градишка, односно на дионици Аеродром Бања Лука (Маховљани) — Гламочани. У насељу се налази истоимена саобраћајна петља, на којој се раздваја магистрални пут Прњавор — Дервента — Добој. Кроз насеље пролази и истоимени тунел.

### Тунел Клашнице
На подручју насеља се налази истоимени тунел. Тунел се састоји од двије одвојене тунелске цијеви. Лијева тунелска цијев је дуга 396, а десна 487 метара.

## Становништво
| Демографија (МЗ Клашнице) | Демографија (МЗ Клашнице) | Демографија (МЗ Клашнице) |
| Година                    | Становника                | Становника                |
| ------------------------- | ------------------------- | ------------------------- |
| 1991.                     | 2.128                     |                           |